# Kendō-Weltmeisterschaft 2006
Die 13. Kendō-Weltmeisterschaft 2006 wurde vom 8. Dezember bis zum 10. Dezember 2006 in Taipeh, der Hauptstadt der Republik China (Taiwan), ausgetragen. Es kämpften dabei mehrere Hundert Sportler aus 44 Ländern um die Titel. Im Umfeld der Wettkämpfe fanden außerdem Kampfrichterlehrgänge und Dan-Prüfungen statt. In jeder Delegation durften maximal zehn weibliche und zehn männliche Sportler gemeldet sein. Jedes Land durfte für die Mannschaftswettkämpfe je eine Frauen- und eine Männermannschaft mit fünf Startern stellen. Startberechtigt waren in den Einzelwettbewerben außerdem maximal vier Frauen und vier Männer je Land. Die Meldefrist lief am 29. August 2006 ab.

## Wettbewerbe

### Frauen Einzel (8. Dezember 2006)
|  | Halbfinale     | Halbfinale |                |               | Finale | Finale |
|  |                |            |                |               |        |        |
|  |                |            |                |               |        |        |
|  | Saeko Sugimoto | M0         |                |               |        |        |
|  | Eri Inagaki    | 0          |                |               |        |        |
|  |                |            | Saeko Sugimoto | M0            |        |        |
|  |                |            |                | Kanako Komuro | 0      |        |
|  | Kanako Komuro  | KM0        |                |               |        |        |
|  | Mika Shimokawa | 0          |                |               |        |        |
|  |                |            |                |               |        |        |

Kampfgeistpreise:
- Dance Yokoo
- Shannon Mikuni
- Youn-Jung Park
- Li-Chin Chen
- Shu-Chen Cho
- Makiko Hayashi
- A-Reaum Byeon
- Aranka Sipos

### Frauen Mannschaft (8. Dezember 2006)
| Platz | Land        | Sportler |
| ----- | ----------- | -------- |
| 1     | Japan       |          |
| 2     | Südkorea    |          |
| 3     | Deutschland |          |
| 3     | Kanada      |          |

### Männer Einzel (9. Dezember 2006)
|  | Halbfinale     | Halbfinale |              |                | Finale | Finale |
|  |                |            |              |                |        |        |
|  |                |            |              |                |        |        |
|  | Masaomi Hojo   | D0         |              |                |        |        |
|  | Sang-Hoon Kang | 0          |              |                |        |        |
|  |                |            | Masaomi Hojo | D0             |        |        |
|  |                |            |              | Takeshi Tanaka | 0      |        |
|  | Takeshi Tanaka | MK0        |              |                |        |        |
|  | Gil-Hyun Oh    | 0          |              |                |        |        |
|  |                |            |              |                |        |        |

Kampfgeistpreise:
- Shigemitsu Kamata
- Chung-Hung Cheng
- Guillaume Sicart
- Satoru Harada
- Ming-Hua Ho
- David Castro
- Markus Frey
- Chris Yang

### Männer Mannschaft (10. Dezember 2006)
| Platz | Land                    | Sportler |
| ----- | ----------------------- | -------- |
| 1     | Südkorea                |          |
| 2     | Vereinigte Staaten      |          |
| 3     | Japan                   |          |
| 3     | Republik China (Taiwan) |          |

 M=Men | K=Kote | D=Do | T=Tsuki 

## Besonderheiten
Erstmals seit Ausrichtung der 1. Kendo Weltmeisterschaft 1970 in Tokyo und Osaka gelang es dem 5 Mann starke japanische Nationalteam nicht, sich den 1. Platz in der Kategorie „Herren Mannschaft“ zu sichern. Japan verlor in einem spektakulären Halbfinale gegen das US-amerikanische Nationalteam, welches im Finale von der südkoreanischen Nationalmannschaft geschlagen wurde.